# Georges Duval (journaliste)
Pour les articles homonymes, voir Georges Duval et Duval.
Georges Duval, né Georges Joseph Duval le 2 février 1847 à Paris, ville où il est mort le 23 septembre 1919 à son domicile dans le 16e arrondissement, est un journaliste et un dramaturge français.

## Biographie
Georges Duval était chroniqueur au journal Le Gaulois sous les pseudonymes de Claude Rieux et de Tabartin. Il collaborait également au journal L'Événement.
Guy de Maupassant lui dédia en 1883 la nouvelle Le Cas de Mme Luneau.
Son plus grand succès théâtral fut le vaudeville, Coquin de printemps, écrit en 1888 avec Adolphe Jaime. Cette pièce fut reprise à Broadway en 1906 par Richard Carle sous le titre Spring Chicken. Il a aussi écrit en 1898, avec Albert Vanloo, le livret de l'opérette Véronique d'André Messager.
En 1892, il a été secrétaire de la rédaction de La Libre Parole.
L’Académie française lui décerne le prix Langlois en 1909 pour ses traductions des Œuvres dramatiques de William Shakespeare.

## Œuvres
Comédies
- Madame Mascarille, comédie en un acte et en vers (théâtre Cluny, 1874)
- Aux quatre coins, comédie en un acte (Opéra-Bouffe, 1876)
- Voltaire chez Houdon, comédie en un acte et en vers (1880)
- Le Petit Bleu, comédie en un acte
- La Bagasse, comédie en trois actes
- Le Hanneton d'Héloïse, vaudeville en quatre actes
- La Pie au nid, comédie-vaudeville en trois actes
- Adieu Cocotte !, comédie en trois actes
- Le Remplaçant, comédie en trois actes
- Le Voyage autour du code, comédie en trois actes
- Le Coup de fouet, comédie en trois actes.

Autres
- Le Tour du monde en 80 minutes, revue en trois actes (1875)
- Artistes et Cabotins (1878)
- Histoire de la littérature révolutionnaire (1879)
- La Morte galante, roman (1880)
- Les Petites Abraham (1880)
- Vauluisant et Bouleau (1881)
- Un amour sous la Révolution (1881)
- Le Miracle de l'abbé Dulac (1882)
- Le Premier Amant (1883)
- Vieille Histoire (1884)
- Les Orphelins d'Amsterdam (1884)
- Le Carnaval parisien (1884-1889)
- Laurette (1885)
- L'Homme à la plume noire (1886)
- Un coup de fusil (1886)
- Paris qui rit (1886)
- Le Tonnelier (1887)
- Mai 1871
- Une virginité (1887)
- Coquin de printemps !, vaudeville en trois actes avec Adolphe Jaime, première représentation le 13 juin 1888 aux Folies-Dramatiques.
- Master Punch, Paris : Calmann Lévy, 1892, in-18, 275 p.
- Véronique, opérette (musique d'André Messager, 1898), avec Albert Vanloo.
- Les Colères du Fleuve, à-propos en vers